# Diego Barnabé
Diego Barnabé (* 5. Dezember 1965 in Montevideo, Uruguay) ist ein uruguayischer Journalist und Schauspieler.

## Ausbildung und Lehrtätigkeit
Barnabé schloss ein Studium der Sozialen Kommunikationswissenschaften am mittlerweile zur Universidad Católica del Uruguay Dámaso Antonio Larrañaga (UCUDAL) zählenden Instituto Filisofía, Ciencias y Letras de Montevideo 1988 erfolgreich ab. Dort war er sodann ab 1989 sechs Jahre lang als Dozent tätig. 1995 lehrte er ebenfalls an der Escuela de Cine der Cinemateca Uruguaya.

## Radio
Barnabé führte von 1987 bis 1989 bei CX50 Radio Independencia, von 1989 bis 1993 CX 8 Radio Sarandí und 1993 bei CX 14 Radio El Espectador durch Sendungen. Im darauffolgenden Jahr war er verantwortlich für Buenas Tardes auf Radio Sarandí. Seit 1995 führte er als Co-Moderator durch das beim Sender El Espectador beheimatete En Perspectiva.

## Printmedien
Er arbeitete überdies von 1986 bis 1990 als kultureller Berichterstatter für die Zeitschrift Zeta sowie 1988 ebenfalls für das Wochenblatt Aquí und in den Jahren 1988 bis 1989 für La República. 1994 war er Veranstaltungs-Redakteur bei der Tageszeitung El Observador. Seit 1999 gehört er der Redaktion der vom Französischen Lyzeum (Liceo Francés) publizierten Zeitschrift La Parlote an.

## Theater
Auch wirkte Barnabé zudem als Schauspieler. Zwischen 1980 und 1988 war er in sieben Theaterstücken und 1989 in dem Musical des Cuarteto de Nos zu sehen, in deren Video zu No me rompas más los cocos er ebenfalls auftrat.

## Auszeichnungen
- 2001: Legión del Libro, verliehen durch die Cámara Uruguaya del Libro